# Zygmunt Oborski
Zygmunt Oborski  herbu Pierzchała – podstoli czerski w 1654 roku, podkomorzy czerski w 1652 roku, chorąży czerski w 1630 roku, sędzia ziemski czerski w 1603 roku.
Syn Stanisława. Miał córkę Agnieszkę.
Poseł na sejm koronacyjny 1633 roku, sejm zwyczajny 1635 roku, sejm zwyczajny 1637 roku, sejm 1639 roku, sejm 1641 roku.
Poseł na sejm koronacyjny 1649 roku z ziemi czerskiej.
Był elektorem  z ziemi czerskiej w 1632 i 1674 roku.